# Inferno (гурт)
Inferno — український готичний метал-гурт з міста Київ.

## Склад
- Фріц — гітара (1994-)
- Галина Йовенко — вокал (2011-)
- Дмитро «Tiamat» Капітун — гітара (2011-)
- Вад Грек — бас-гітара (2011-) (Natural Spirit)
- Віктор Білан — ударні (2013-)
- Анастасія Смеречинська — хореограф, танцювальниця (2012-)
- Іннеса Капітун — танцювальниця (2012-)
- Євгенія Майданік — концертний директор
- Олег Хазрон — директор (2005—2009)
- Алекс «Панкер» Коннов — бас-гітара (1994—2006)
- Діана Ларіонова — клавішні (1998—2011)
- Софі — вокал (2006—2007, 2008—2011)
- Макс Варфоломєєв — ударні (2007—2011) (S.I.L.U.R., Fragile Art, Grimfaith)
- Ганна Ашуба — вокал (2000—2001)
- Іванна Ярема — вокал (2001—2006)
- Олександр Кіпріянов — ударні (2006—2007)
- Андрій Пріщенко — ударні (1994—2006)
- Едуард Саркіц — ударні (2012—2013)
- Маріна «Plague» Ігнатенко — вокал (1995—1997)
- Дмитро Сумський — гітара (1996—1997)
- Аліна Казарян — клавіші (1996—1998), вокал (1998—1999)
- Анастасія Руденко — вокал (1994)
- Валерій Папченко — звукоінженер (1995-)
- Олександр Пасько — звукоінженер (2015)
- Ірина Дем'яненко — звукоінженер (2012—2015)

## Дискографія
| Назва                               | Переклад                | Тип                | Видавець                     | Рік  |
| ----------------------------------- | ----------------------- | ------------------ | ---------------------------- | ---- |
| Agnus Dei                           | Ягня Боже               | DEMO               |                              | 1994 |
| Ад зовёт                            | Пекло кличе             | Повноцінний альбом |                              | 1995 |
| Плач Сивиллы                        | Плач Сивілли            | SINGLE             |                              | 1997 |
| Царица Тьмы                         | Цариця Темряви          | EP                 |                              | 1998 |
| Тёмные воды Мёртвой Реки            | Темні води Мертвої Ріки | Повноцінний альбом |                              | 1999 |
| Освинцовано                         | Освинцьовано            | Повноцінний альбом |                              | 2000 |
| Не ангелы                           | Не янголи               | Повноцінний альбом | Atlantic Records             | 2001 |
| Останься со мной                    | Залишся зі мною         | SINGLE             | Atlantic records             | 2002 |
| Воскресни                           | Воскресни               | Повноцінний альбом | Atlantic records             | 2005 |
| Nato Morto                          | Народжений мертвим      | Повноцінний альбом | Echoes of Koliba Productions | 2011 |
| СТОЙ!                               | HALT!                   | SINGLE             | The Mechanics Prod.          | 2013 |
| Голос Крові                         | Voice Of Blood          | SINGLE             | The Mechanics Prod.          | 2014 |
| Крик Матери                         | Cry of mom              | SINGLE             | The Mechanics Prod.          | 2014 |
| ...заблукай в моїх страшних снах... | —                       | Повноцінний альбом | ?                            | 2018 |